# Josef Holub (spisovatel)
Josef Holub (7. září 1926 Nýrsko, Československo – 4. července 2010 Grab, Německo) byl německý autor českého původu, který psal převážně knihy pro děti a mládež.

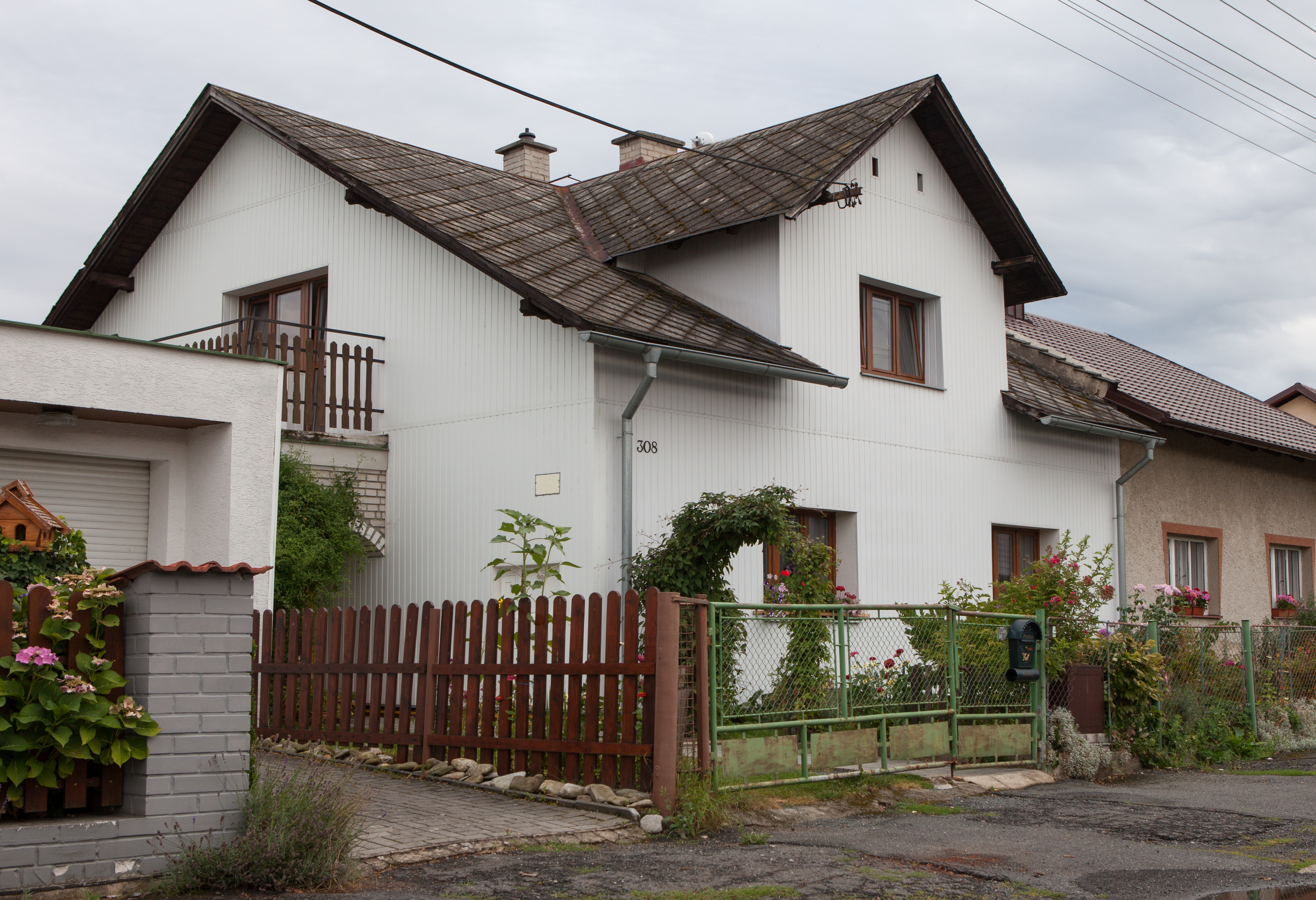
Nýrsko č. p. 308, rodný dům Josefa Holuba (foto z r. 2017)

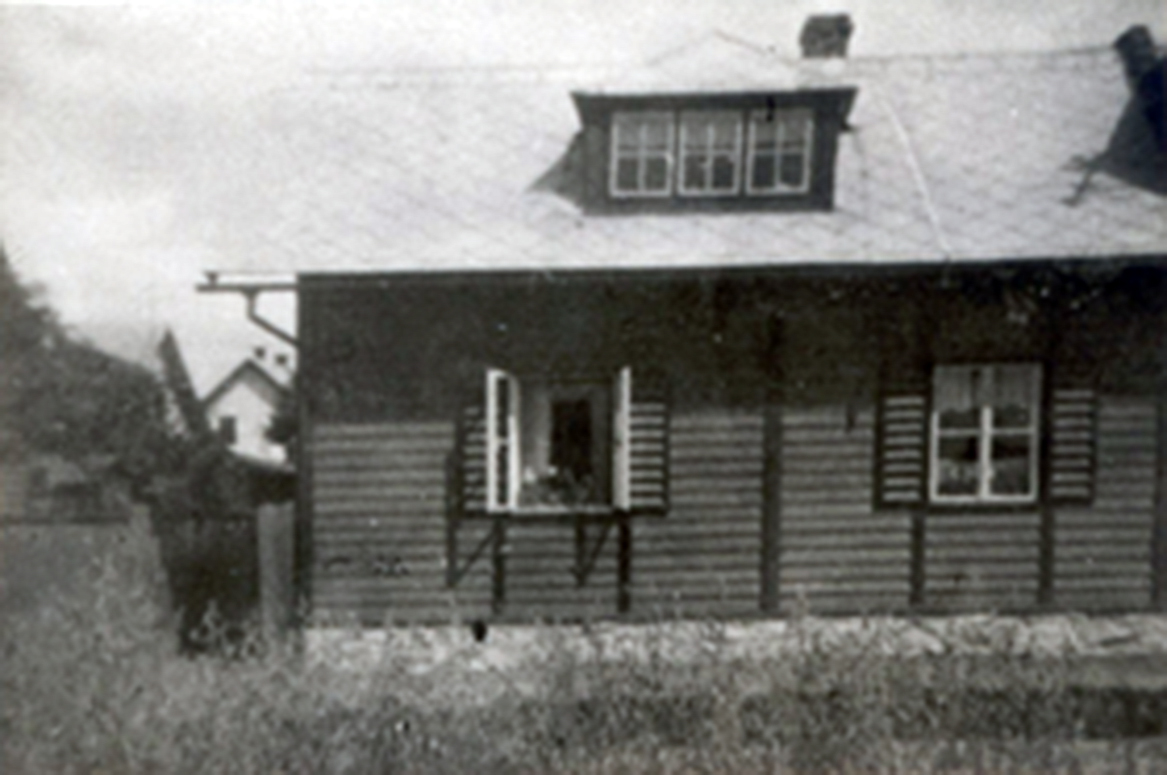
Nýrsko č. p. 398, kde žil spisovatel Josef Holub v letech 1927 až 1946 (historické foto)

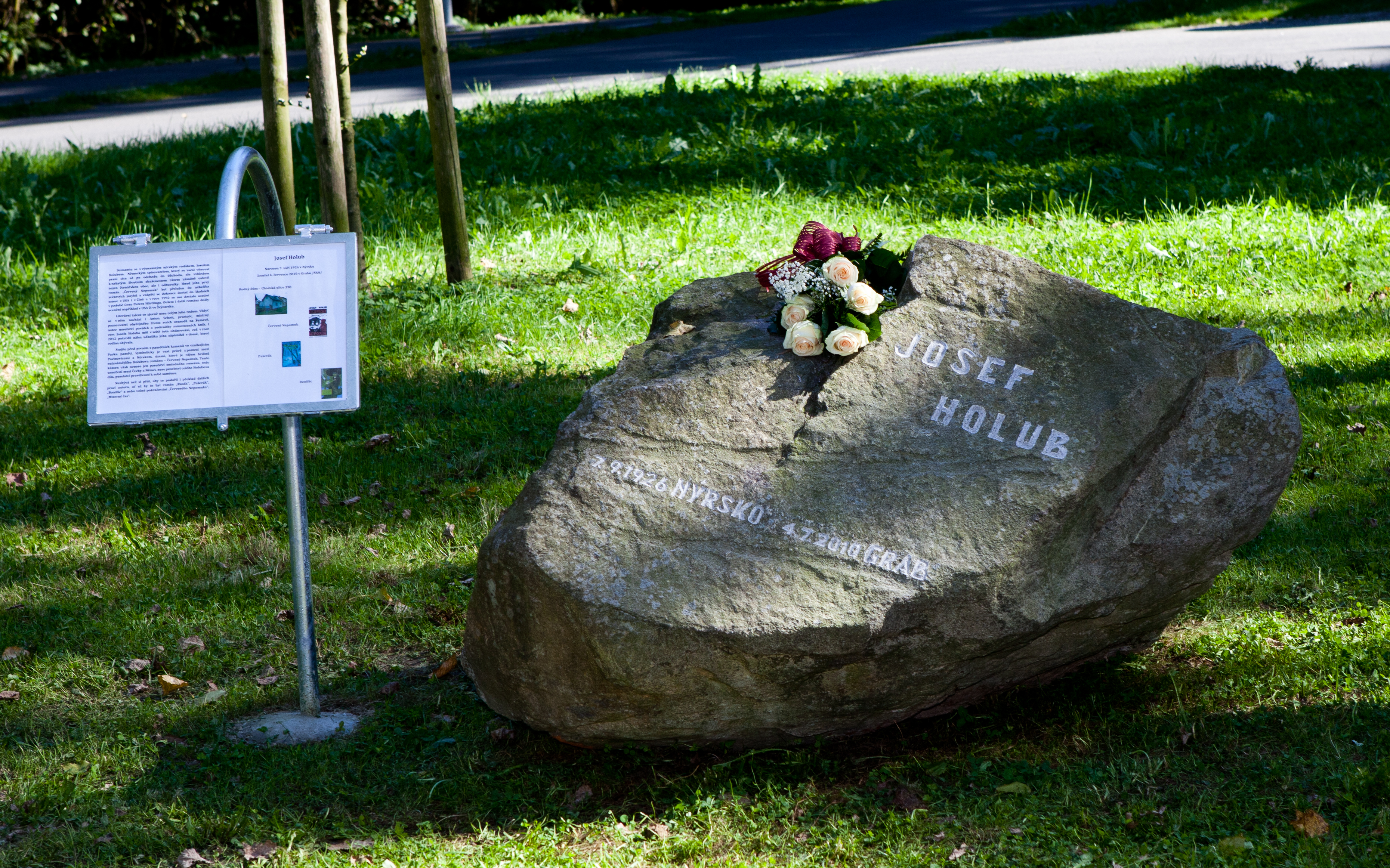
Pamětní kámen u Lesního divadla v Nýrsku

## Život
Josef Holub se narodil v Nýrsku, kde prožil své dětství. Vystudoval učitelský ústav v Prachaticích.
Během druhé světové války byl odvelen na východní frontu, později převelen na budování atlantického valu. Během spojenecké invaze byl zajat, ale ze zajetí se mu podařilo uprchnout a dostal se zpátky do Nýrska. Po válce se jeho domovem stalo Švábsko, kde si doplnil vzdělání v oblasti hospodářské správy.
V životě absolvoval mnoho zaměstnání, či spíše způsobů obživy, jak sám často zmiňoval. Byl i šmelinářem, uměleckým řemeslníkem, cihlářem, listonošem, přednostou jednoho úřadu a vrchním poštovním radou.
Josef Holub byl ženatý, se svojí manželkou Elisabeth měli tři děti: Georga, Martinu a Thomase.
V poslední etapě života se věnoval archivářství a literární tvorbě. Zemřel v německém Grabu 4. července 2010. 

## Ocenění
Romány Josefa Holuba byly vydány v USA, Nizozemí, Itálii, Japonsku a mnoha dalších zemích. Holub získal ocenění v USA, Švýcarsku.
Pamětní deska spisovatele Josefa Holuba byla odhalena v sobotu 8. září 2012 poblíž Lesního divadla v Nýrsku a je umístěna na kameni, který byl symbolicky vzat z pomezí mezi Pocinovicemi a Nýrskem. O její vznik se zasadilo Muzeum Královského hvozdu ve spolupráci s Městskou knihovnou Nýrsko.

### Ocenění
- 1992: Peter Härtling-Preis za Červený Nepomuk
- 1993: Oldenburger Kinder- und Jugendbuchpreis za Červený Nepomuk
- V letech 1996 a 1997: La vache qui lit (ocenění Mezinárodního sdružení pro dětskou knihu)
- 1998: Cena Mildred L. Batchelder za Robber and Me (Bonifaz und der Räuber Knapp)
- V roce 2006 cena Mildred L. Batchelder za Innocent Soldier (Der Russländer)

## Dílo
Josef Holub byl úspěšným autorem knih pro mládež, dostal se dokonce do školních osnov v některých státech Ameriky nebo v Japonsku. Ve svých knihách vycházel ze svých zážitků z mládí, které prožil v Nýrsku.
Holubovo literární dílo obsahuje pět románů. Většina se odehrává v okolí Nýrska v českoněmeckém pohraničí a je laděno autobiograficky. Nejznámější tvorbou je trilogie Červený Nepomuk, Zavšivené časy a Pašeráci. Děj, jehož nosníkem je přátelství, se odehrává v době předmnichovské, mnichovské a po ní. Stylově jde o symbolický realismus s prvky dobrodružné literatury.  
Holub psal německy, do češtiny je zatím přeložena pouze kniha Červený Nepomuk, 1998 (Der rote Nepomuk).

### Romány
- Der rote Nepomuk, Beltz & Gelberg Weinheim, Basel, 1993
- Bonifaz und der Räuber Knapp, Beltz & Gelberg Weinheim, Basel, 1996
- Lausige Zeiten, Beltz & Gelberg Weinheim, Basel, 1997
- Juksch Jonas und der Sommer in Holundria, Beltz & Gelberg Weinheim, Basel, 1998
- Die Schmuggler von Rotzkalitz, Friedrich Oetinger Hamburg, 2001
- Schmuggler im Glück, Beltz & Gelberg Weinheim, Basel, 2001
- Der Russländer, Oetinger Hamburg, 2002
- Červený Nepomuk, Albis International, 1998